# Освобождённый Иерусалим (фильм, 1958)
«Освобождённый Иерусалим» — фильм итальянского режиссёра Карло Людовико Брагалья, снятый в 1958 году по одноимённой поэме Торквато Тассо (сюжет фильма базируется именно на рыцарской поэме, а не на исторических фактах). В русском переводе фильм именуется «Битва за Иерусалим».

## Сюжет
Первый крестовый поход, крестоносцы готовятся к штурму Иерусалима. К ним на помощь спешит Танкред со своими людьми. Среди его пленников Эрминия, дочь царя Антиохии, которая проникается любовью к славному рыцарю. Среди его пленников девушка узнаёт среди приставших к военной колонне купцов знаменитую воительницу Клоринду, дочь царя Персии. Танкред зовёт красавицу к себе на ужин, где говорит, что узнал её, но не может причинить гостье вреда. Клоринда принимает милость полководца, однако замечает, что в следующий раз они скорее всего встретятся на поле боя.
Так и происходит — Аргант, военачальник Аладина, правителя Иерусалима, предпринимает попытку убить Ринальдо. Много христианских воинов погибает, однако Ринальдо остаётся жив. Танкред и Клоринда встречаются вновь, впрочем девушка снова спокойно возвращается в город. После неудачного набега правитель Иерусалима Аладин проводит военный совет, на котором Аргант предлагает коварный план: Армида, дочь правителя Дамаска, должна проникнуть в стан крестоносцев, втереться в доверие к Ринальдо и внести раздоры среди крестоносцев. Вопреки возражениям Клоринды, все соглашаются с этим предложением. Армиде удаётся осуществить задуманное — считая себя защитником девушки, Ринальдо убивает одного из предводителей крестоносцев — Гернанда Норвежского и вынужден бежать, но в итоге становится пленником мусульман.
Аргант вызывает Танкреда на поединок, однако их многочасовое противостояние не выявляет сильнейшего. Ночью крестоносец находит одного из солдат Ринальдо, который рассказывает, что его командир попал в плен. Танкред отправляется на поиски друга в замок Армиды. Ему удаётся выполнить эту миссию, и крестоносцы со славою возвращаются в свой стан. На утро начинается штурм Иерусалима. Танкред и Клоринда вновь встречаются на поле боя. Девушка вынуждает воина начать поединок, в котором получает тяжёлую рану. Она признаётся Танкреду в любви и просит его о последней милости — крещении перед смертью чтобы в ином мире встретиться с славным воином. На место единоборства приезжает и Аргант. Увидев умершую от ран девушку, он набрасывается на Танкреда и погибает в схватке. Тем временем крестоносцы взбираются на стены Иерусалима. Аладин вынужден капитулировать, но Готфрид позволяет всем мусульманам покинуть город с миром.

## В ролях
- Франсиско Рабаль — Танкред Тарентский
- Рик Батталья — Ринальдо д’Эсте
- Филипп Эрсен — Готфрид Бульонский
- Нандо Тамберлани — Пётр Пустынник
- Эдоардо Тониоло — Раймонд Тулузский
- Сильва Кошина — Клоринда, дочь царя Персии
- Джанна Мария Канале — Армида, дочь правителя Дамаска
- Чезаре Фантони — Аладин, правитель Иерусалима
- Андреа Аурели — Аргант, его военачальник
- Ливия Контарди — Эрминия, дочь правителя Антиохии